# Хосе Кардосо
Хосе Сатурнино Кардосо Отасу (на испански: José Saturnino Cardozo Otazu; р. 1971 г.) е бивш парагвайски футболист-национал, нападател. Висок е 1,82 м. Рекордьор по брой отбелязани голове за националния отбор на Парагвай с 25 попадения в 82 мача към 19 юни 2006 г. Участник на СП '98 и СП '02. Пропуска СП '06 поради контузия, която получава седмица преди началото на първенството.

## Биография
Роден е на 19 март 1971 г. в малкото градче Нуева Италия, Парагвай. Женен.
Започва професионалната си кариера на 15 години, когато дебютира за парагвайския Ривър Плейт. След 4 години преминава в швейцарския Санкт Гален, където играе от 1990 до 1992 г. Връща се в Южна Америка през 1993 г., за да попълни редиците на чилийския Универсидад Католика. През 1994 г. преминава в Олимпия Асунсион (Парагвай) и впоследствие става футболист на мексиканския Депортиво Толука. През първия си сезон в Мексико Кардосо влиза в игра едва три пъти и не отбелязва нито един гол, но през следващия сезон вкарва 7 гола в 13 мача. През 10-те години, прекарани в Мексико, Кардосо отбелязва рекордните за клуба 241 гола. Избран е за най-добър парагвайски футболист на годината за 2000, 2002 и 2003 г., както и за най-добър южноамерикански футболист на годината за 2002 г.
През юни 2005 г. преминава в аржентинския Сан Лоренсо и приключва сезона като автор на едва 4 гола.
Дебютира за парагвайския национален отбор на 20 години на 14 юни 1991 при победата над Боливия с 1 – 0. Отбелязва първия си гол за Парагвай на Копа Америка на 12 юли 1991 г. срещу Аржентина при загубата с 1 – 4.
Участва на световното първенство във Франция през 1998 и в Южна Корея и Япония през 2002 г. Сребърен медалист от летните олимпийски игри в Атина през 2004 г., където Парагвай отстъпва на Аржентина.